# Памятник Александру II (Самара)
Па́мятник Алекса́ндру II — ранее существовавшая достопримечательность Самары. Был построен в 1889 году по проекту В. И. Шервуда. В 1927 году бронзовая скульптура Александра II была заменена на скульптуру В. И. Ленина.

## История

### Подготовка к возведению
30 августа 1889 года в Самаре на Алексеевской площади (ныне площадь Революции) был открыт памятник Александру II. 
Впервые предложения об установлении в Самаре памятника императору стали высказываться ещё во время празднования двадцатилетия его царствования в 1875 году. Однако идея обрела свою форму только через четыре года, когда жители города готовились к следующему юбилею, двадцатипятилетию восхождения государя на престол. В связи с этим 27 ноября 1879 года на заседании Самарской городской думы была образована специальная комиссия по выработке предложений к проведению юбилея, в которую вошли десять гласных, в том числе и самарский губернатор П. В. Алабин, а председательствовал в ней бывший городской голова М. И. Назаров. Сбор предложений проходил достаточно долго, и окончательное решение о сооружении на Алексеевской площади памятника Александру II Самарская городская дума приняла только 26 марта 1881 года, уже после гибели императора от рук террориста. На подготовку и утверждение проекта памятника, а также на поиск средств для его создания городским властям понадобилось ещё свыше семи лет. Стоимость памятника составила 74 тысяч рублей.

### До революции
Только 8 июля 1888 года, в день Казанской иконы Божией Матери, на Алексеевской площади состоялась закладка памятника по проекту столичного скульптора академика В. И. Шервуда. На все работы по возведению мемориала времени ушло гораздо меньше, чем на его обсуждение и проектирование. В 1888 году в центре Алексеевской площади был разбит удобный для прогулок сквер круглой формы диаметром 38 метров с клумбами и фонтаном. В центре сквера вскоре был установлен каменный постамент для скульптуры императора. 
Торжественное открытие памятника состоялось 30 августа 1889 года. Самарский губернатор А. Д. Свербеев перерезал ленточку, которая удерживала белое полотнище, и взорам присутствующих предстало скульптура императора. Сразу же после этого мемориал был освящен самарским епископом Серафимом (Протопоповым). На мраморный пьедестал легли венки от губернского земства, купеческого собрания, дамского комитета Российского общества Красного Креста. Расквартированные в Самаре войска прошли по площади церемониальным маршем. На праздничном обеде в зале коммерческого клуба оглашены поздравительные телеграммы от князя Черногории Николая, сербского митрополита Михаила, от славянских благотворительных обществ Киева, Одессы, командиров Гурийского и Либавского полков. 
Император был изображён стоящим в форменном пальто и фуражке. Скульптура была сделана из бронзы. На постаменте памятника, у ног императора, автор запечатлел четыре исторических сюжета, олицетворяющие собой четыре величайших события царствования Александра II: освобождение крестьян от крепостной зависимости, покорение Кавказа, освобождение братьев-славян от турецкого ига и присоединение к Российской империи обширных районов Средней Азии. Ещё на двух щитах золотом здесь были прописаны и некоторые другие деяния царя-реформатора. В их числе — присоединение к России Приамурского края, отмена телесных наказаний, создание земских учреждений, гласное судопроизводство, всесословная воинская повинность. Все фигуры мемориала были выполнены из чеканной бронзы, а пьедестал — из финского гранита. С момента открытия памятника Алексеевская площадь стала главной площадью Самары, где в выходные дни любили прогуливаться сотни жителей города. Сюда не только приходили жители соседних кварталов, но и целыми семьями приезжали с городских окраин и даже из сельской глубинки. Сама же Алексеевская площадь считалась наиболее благоустроенной в городе, а постоянно работающий в летнее время фонтан долгие годы и вовсе был единственным в Самаре. 
Приезжавшие в Самару путешественники отмечали, что это был лучший памятник императору из тех, что стояли в волжских городах. До революции это был единственный памятник в Самаре: кроме него в городе тогда имелись лишь бюсты отдельным купцам, отличившимся своей благотворительностью и общественной деятельностью.
В 1895 году через Алексеевскую площадь прошла линия конной железной дороги (конки), которая огибала прилегающий к памятнику сквер. Спустя ещё 20 лет к мемориалу были проведены также и трамвайные рельсы, которые шли вниз по Заводской улице (ныне улица Венцека) и заканчивались тупиком у самарских пристаней.

### После революции
В 1917 году, вскоре после отречения от престола Николая II, памятник Александру II на Алексеевской площади был забит досками. В таком виде он встретил приход власти Комуча, при котором скульптура императора вновь была открыта и предстала взору горожан. Однако почти сразу же после возвращения в Самару большевиков скульптура императора и все бронзовые детали памятника были сняты и отправлены на переплавку (по одной из версий), а саму Алексеевскую площадь новые городские власти переименовали в площадь Революции. Постамент без скульптуры и элементов декора возвышался над опустевшим сквером вплоть до 7 ноября 1927 года, когда на нём установили бронзовую фигуру В. И. Ленина работы скульптора М. Г. Манизера.

#### Версии о судьбе скульптуры императора
Выдвигалось три версии того, что произошло со скульптурой Александра II после того, как она была снята с постамента.
1. Перед самым уходом солдат чехословацкого корпуса из Самары он был спрятан одним из самарских купцов в подвале своего дома.
2. Захватившие Самару большевики в революционном угаре утопили памятник в Волге.
3. Памятник был переплавлен. При этом якобы сохранилась голова самодержца, которая, по сообщениям очевидцев, в первой половине 1960-х годов находилась в Куйбышевском суворовском военном училище.

При этом документальных подтверждений ни одной из этих версий на данный момент не найдено, хотя первые две из них ныне считаются краеведами несостоятельными.

### Инициатива о возрождении памятника
В Самаре с 2022 года существует движение, ратующее за восстановление памятника Александру II. При этом фигуру Ленина предлагается перенести в Загородный парк или к зданию областного суда, где Ленин работал помощником адвоката. Инициативу восстановления памятника поддержал и мэр Самары Дмитрий Азаров, представители от ЛДПР и самарский скульптор Николай Куклев. По некоторым оценкам, это обойдется в 150 миллионов рублей. Против данной инициативы выступило местное отделение КПРФ.
В январе 2021 года в региональный парламент обратились местные жители с просьбой восстановить памятник. В сентябре 2022 года было сообщено, что новый монумент царю-освободителю установят на набережной на Некрасовском спуске осенью 2023 года. Об этом сообщил один из инициаторов возрождения скульптуры, депутат Самарской губдумы Александр Милеев. Стоимость работ составит 70 миллионов рублей. Памятник Ленину на площади Революции останется на месте.

## Галерея
- Дореволюционная открытка
- Вид Алексеевской площади вместе с памятником
- Дореволюционная открытка